# Washingtoni Egyetem Biomérnöki Tanszék
A Washingtoni Egyetem Biomérnöki Tanszéke a Mérnöki Főiskola és az Orvostudományi Intézet közreműködésével jött létre. A szervezeti egység igazgatója Mike Regnier.
Az egyetem CoMotion programja keretében a tanszék iparági szereplőkkel együtt folytat fejlesztéseket.

## Története
A Biomérnöki Központot 1967-ben alapította Robert Rushmer a szív- és érrendszer vizsgálatára. A központ jelentős fejlesztése a magzati szívhang figyelésére alkalmas ultrahangos eszköz volt. A szervezeti egység 1984-től PhD, 1985-től BSc szintű tárgyakat is indított, 1997-ben pedig tanszékké alakult. A 2000-ben indult alapképzési szakot a Mérnöki és Technológiai Akkreditációs Bizottság 2006-ban akkreditálta. A tanszék 2006-ban a William H. Foege épületbe költözött.

## Fordítás
- Ez a szócikk részben vagy egészben  az   University of Washington Department of Bioengineering című angol Wikipédia-szócikk ezen változatának fordításán alapul.  Az eredeti cikk szerkesztőit annak laptörténete sorolja fel. Ez a jelzés csupán a megfogalmazás eredetét és a szerzői jogokat jelzi, nem szolgál a cikkben szereplő információk forrásmegjelöléseként.